# Siebold Sissingh
Siebold Sissingh (Groningen, 5 juli 1899 – Amsterdam, 31 mei 1960) was een Nederlands voetballer die als rechter verdediger of rechter middenvelder speelde. Sissingh was wijnhandelaar van beroep.

## Loopbaan
Sissingh begon met voetbal bij GSAVV Forward. Hij kwam tussen 1915 en 1934 uit voor Be Quick 1887 en werd met dit team in 1920 landskampioen. Eind 1920 en begin 1921 speelde Sissingh, op reis voor zijn werk als wijnkoper, ook enkele maanden in Frankrijk bij Vie au grand air du Médoc uit Mérignac. Op 12 juni 1921 debuteerde Sissingh voor Nederland in een vriendschappelijke wedstrijd tegen Denemarken (1-1 gelijkspel). Gedurende drie seizoenen (1929-1932) was hij hoofdtrainer van Be Quick (Gn.). Hij werd tot erelid benoemd bij Be Quick.
In de Groninger wijk Van Starkenborgh is de Siebold Sissinghlaan naar hem genoemd.

## Interlandstatistieken
| Interlands van Siebold Sissingh | Interlands van Siebold Sissingh | Interlands van Siebold Sissingh | Interlands van Siebold Sissingh | Interlands van Siebold Sissingh | Interlands van Siebold Sissingh |
| №                               | Datum                           | Wedstrijd                       | Uitslag                         | Soort Wedstrijd                 | Doelpunten                      |
| Als speler bij Be Quick 1887    | Als speler bij Be Quick 1887    | Als speler bij Be Quick 1887    | Als speler bij Be Quick 1887    | Als speler bij Be Quick 1887    | Als speler bij Be Quick 1887    |
| ------------------------------- | ------------------------------- | ------------------------------- | ------------------------------- | ------------------------------- | ------------------------------- |
| 1.                              | 12-6-1921                       | Denemarken - Nederland          | 1-1                             | vriendschappelijk               | 0                               |